# Cawjeekelia gloriosa
Cawjeekelia gloriosa är en mångfotingart som beskrevs av Sergei I. Golovatch 1980. Cawjeekelia gloriosa ingår i släktet Cawjeekelia och familjen orangeridubbelfotingar. Inga underarter finns listade i Catalogue of Life.